# Teatro dramático regional de Kaliningrado
El Teatro dramático regional de Kaliningrado (en ruso: Калининградский областной драматический театр) es un teatro en Kaliningrado, Rusia, antes parte de la ciudad de Königsberg, Alemania, es último país se vio obligado a cederlo tras su derrota ante la Unión Soviética en 1945 y posteriormente paso a llamarse Kaliningrado. El nuevo teatro de Kaliningrado fue creado en 1947 y originalmente ubicado en la calle Basseynaya (antes Ratslinden en Ratshof ) en el oeste de Kaliningrado. La mayoría de sus actores eran graduados del Instituto Estatal de Artes Teatrales . El nuevo teatro se estrenó con Lad de Konstantin Simonov. Otras obras de teatro dentro de su repertorio incluyen obras de Anton Chéjov, Aleksandr Ostrovski, Máximo Gorki, y Bertolt Brecht.